# Dicyemida
Los dicemidos (Dicyemida o Rhombozoa) son un filo de animales invertebrados, antiguamente incluidos dentro del grupo de los mesozoos, constituido por pequeños parásitos de peces y moluscos principalmente de cefalópodos,  algunos simbiontes de calamares, sepias y pulpos, llegando a vivir en mucosas y lugares anaeróbicos.
El cuerpo de un dicemido está formado por 30 a 50 células y mide entre 0.5 y 0.7 mm de longitud en el estado adulto. En el mundo se calcula que existen 75 especies. 

## Ciclo de vida

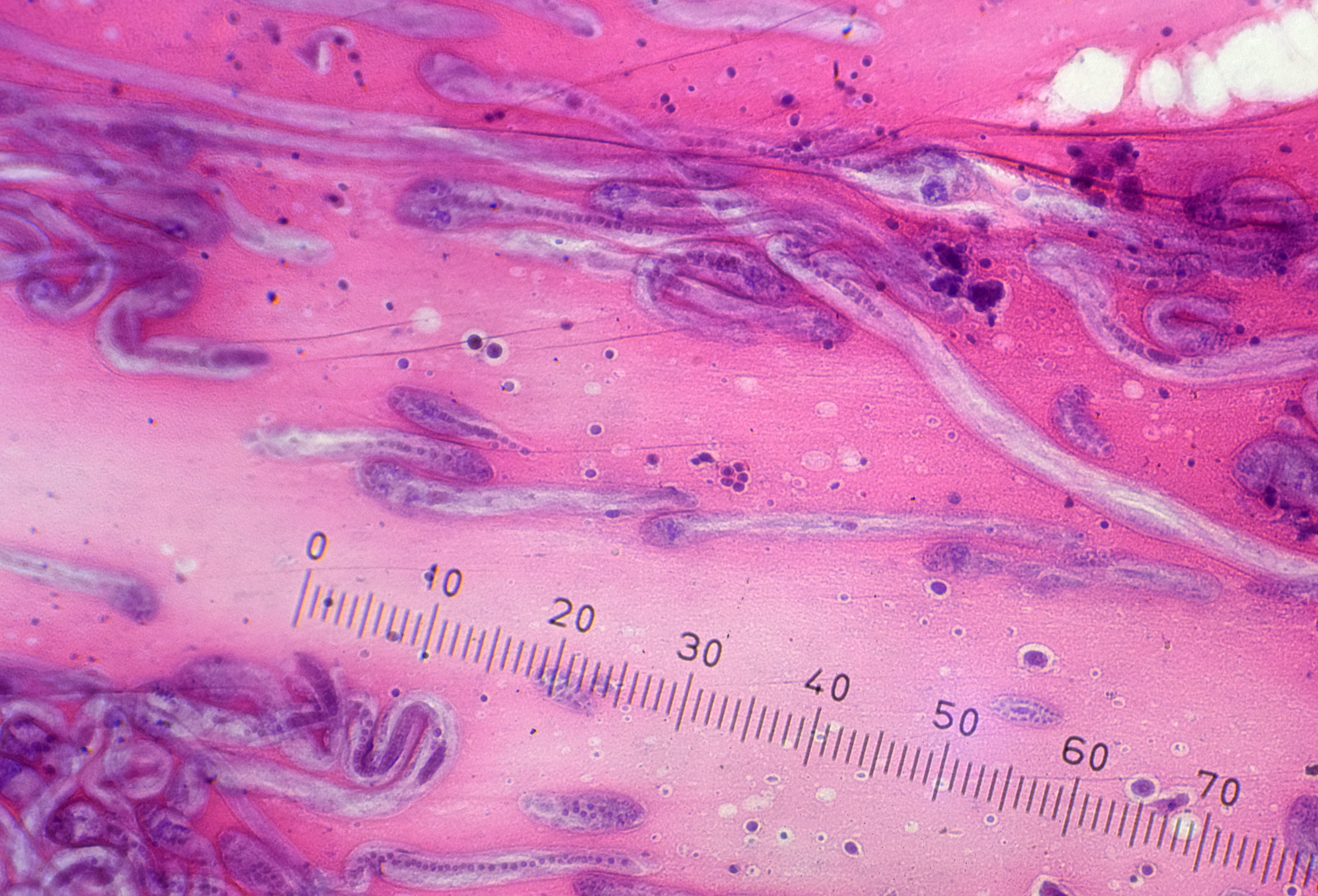
Dicemidos en una sepia (Doratosepion tenuipes)

El ciclo de vida está dividido en una fase sexual y una asexual, donde se presentan tres estados morfológicos; nematógeno, rombógeno e infusorígenos.  El nematógeno o adulto es vermiforme, y posee tres células axiales, donde se forman los embriones vermiformes y otras para reproducción asexual. En los dicemidos adultos, las células axiales forman una gónada hermafrodita que produce un óvulo fertilizado por el espermatozoide producido en esa misma gónada, originando una larva infusoriforme.

## Filogenia
La posición de los dicemidos con respecto a otros animales todavía es incierta. Antiguamente se clasificaban con los placozoos y los ortonectidos en el taxón Mesozoa que resultó ser polifilético. Los análisis moleculares más exhaustivos colocaron a los rombozoos junto con los ortonectidos dentro del clado Lophotrochozoa. Los ortonectidos resultaron ser anélidos altamente simplificados, mientras que la posición de los rombozoos con dichos grupos son hasta ahora inciertas y se cree que pueden ser descendientes de un linaje lofotrocozoo extinto.
Los análisis moleculares (2018 y 2019) de especies de evolución lenta y datos cancatenados para poder evitar la atracción de ramas largas han encontrado que hasta ahora es difícil ubicar a los rombozoos en el árbol filogenético debido a la alta tasas de evolución rápida que presentan. En general se han encontrado como más cercanos a Rouphozoa y Kamptozoa.
|  | Platyhelminthes |
|  |                 |
|  | Gastrotricha    |
|  |                 |

|  | Cycliophora |
|  |             |
|  | Entoprocta  |
|  |             |

|  | Platyhelminthes |
|  |                 |
|  | Gastrotricha    |
|  |                 |

|  | Cycliophora |
|  |             |
|  | Entoprocta  |
|  |             |

|  | Platyhelminthes |
|  |                 |
|  | Gastrotricha    |
|  |                 |

|  | Cycliophora |
|  |             |
|  | Entoprocta  |
|  |             |

|  | Platyhelminthes |
|  |                 |
|  | Gastrotricha    |
|  |                 |

|  | Cycliophora |
|  |             |
|  | Entoprocta  |
|  |             |

|  | Annelida |
|  |          |
|  | Nemertea |
|  |          |

|  | Brachiopoda                                           |
|  |                                                       |
|  | \| \| Phoronida \| \| \| \| \| \| Bryozoa \| \| \| \| |
|  |                                                       |
|  | Phoronida                                             |
|  |                                                       |
|  | Bryozoa                                               |
|  |                                                       |

|  | Phoronida |
|  |           |
|  | Bryozoa   |
|  |           |

|  | Annelida |
|  |          |
|  | Nemertea |
|  |          |

|  | Brachiopoda                                           |
|  |                                                       |
|  | \| \| Phoronida \| \| \| \| \| \| Bryozoa \| \| \| \| |
|  |                                                       |
|  | Phoronida                                             |
|  |                                                       |
|  | Bryozoa                                               |
|  |                                                       |

|  | Phoronida |
|  |           |
|  | Bryozoa   |
|  |           |

|  | Annelida |
|  |          |
|  | Nemertea |
|  |          |

|  | Brachiopoda                                           |
|  |                                                       |
|  | \| \| Phoronida \| \| \| \| \| \| Bryozoa \| \| \| \| |
|  |                                                       |
|  | Phoronida                                             |
|  |                                                       |
|  | Bryozoa                                               |
|  |                                                       |

|  | Phoronida |
|  |           |
|  | Bryozoa   |
|  |           |

|  | Annelida |
|  |          |
|  | Nemertea |
|  |          |

|  | Brachiopoda                                           |
|  |                                                       |
|  | \| \| Phoronida \| \| \| \| \| \| Bryozoa \| \| \| \| |
|  |                                                       |
|  | Phoronida                                             |
|  |                                                       |
|  | Bryozoa                                               |
|  |                                                       |

|  | Phoronida |
|  |           |
|  | Bryozoa   |
|  |           |

|  | Platyhelminthes |
|  |                 |
|  | Gastrotricha    |
|  |                 |

|  | Cycliophora |
|  |             |
|  | Entoprocta  |
|  |             |

|  | Platyhelminthes |
|  |                 |
|  | Gastrotricha    |
|  |                 |

|  | Cycliophora |
|  |             |
|  | Entoprocta  |
|  |             |

|  | Platyhelminthes |
|  |                 |
|  | Gastrotricha    |
|  |                 |

|  | Cycliophora |
|  |             |
|  | Entoprocta  |
|  |             |

|  | Platyhelminthes |
|  |                 |
|  | Gastrotricha    |
|  |                 |

|  | Cycliophora |
|  |             |
|  | Entoprocta  |
|  |             |

|  | Annelida |
|  |          |
|  | Nemertea |
|  |          |

|  | Brachiopoda                                           |
|  |                                                       |
|  | \| \| Phoronida \| \| \| \| \| \| Bryozoa \| \| \| \| |
|  |                                                       |
|  | Phoronida                                             |
|  |                                                       |
|  | Bryozoa                                               |
|  |                                                       |

|  | Phoronida |
|  |           |
|  | Bryozoa   |
|  |           |

|  | Annelida |
|  |          |
|  | Nemertea |
|  |          |

|  | Brachiopoda                                           |
|  |                                                       |
|  | \| \| Phoronida \| \| \| \| \| \| Bryozoa \| \| \| \| |
|  |                                                       |
|  | Phoronida                                             |
|  |                                                       |
|  | Bryozoa                                               |
|  |                                                       |

|  | Phoronida |
|  |           |
|  | Bryozoa   |
|  |           |

|  | Annelida |
|  |          |
|  | Nemertea |
|  |          |

|  | Brachiopoda                                           |
|  |                                                       |
|  | \| \| Phoronida \| \| \| \| \| \| Bryozoa \| \| \| \| |
|  |                                                       |
|  | Phoronida                                             |
|  |                                                       |
|  | Bryozoa                                               |
|  |                                                       |

|  | Phoronida |
|  |           |
|  | Bryozoa   |
|  |           |

|  | Annelida |
|  |          |
|  | Nemertea |
|  |          |

|  | Brachiopoda                                           |
|  |                                                       |
|  | \| \| Phoronida \| \| \| \| \| \| Bryozoa \| \| \| \| |
|  |                                                       |
|  | Phoronida                                             |
|  |                                                       |
|  | Bryozoa                                               |
|  |                                                       |

|  | Phoronida |
|  |           |
|  | Bryozoa   |
|  |           |